# Степаненко, Николай Семёнович
Николай Семёнович Степаненко (укр. Микола Семенович Степаненко; род. 1960) — нагревальщик металла горячего проката трубопрокатного цеха № 4 АО «Интерпайп Нижнеднепровский трубопрокатный завод», г. Днепр. Герой Украины (2011).

## Биография
Родился 6 июня 1960 года. 
Трудовую деятельность начал в 1977 году, пройдя производственный путь от подборщика металла до нагревальщика металла горячего проката трубопрокатного цеха АО «Интерпайп Нижнеднепровский трубопрокатный завод», где работает в настоящее время.

## Награды и звания
- Герой Украины (с вручением ордена Державы) — за выдающийся личный вклад в развитие отечественного металлургического комплекса, внедрения новейших технологий в производство, многолетний самоотверженный труд (23.08.2011).[1]